# Carex hangzhouensis
Carex hangzhouensis är en halvgräsart som beskrevs av C.Z.Zheng, X.F.Jin och Bing Yang Ding. Carex hangzhouensis ingår i släktet starrar, och familjen halvgräs. Inga underarter finns listade i Catalogue of Life.